# Wangqiao (köpinghuvudort i Kina, Shaanxi, lat 34,62, long 108,64)
Wangqiao (kinesiska: 王桥, 王桥镇) är en köpinghuvudort i Kina. Den ligger i provinsen Shaanxi, i den nordvästra delen av landet, omkring 45 kilometer nordväst om provinshuvudstaden Xi'an. Antalet invånare är 24 982. Befolkningen består av 12 328 kvinnor och 12 654 män. Barn under 15 år utgör 13,0 %, vuxna 15-64 år 77 %, och äldre över 65 år 9,0 %.
Runt Wangqiao är det tätbefolkat, med 511 invånare per kvadratkilometer. Närmaste större samhälle är Jinggan, 20,0 km sydost om Wangqiao. Trakten runt Wangqiao består till största delen av jordbruksmark.
Genomsnittlig årsnederbörd är 619 millimeter. Den regnigaste månaden är september, med i genomsnitt 142 mm nederbörd, och den torraste är december, med 1 mm nederbörd.